# Список претендентів на Третю Національну кінопремію «Золота дзиґа»
Премія «Золота дзиґа»

<< Попер. список • Наст. список >>
Це — Довгий список претендентів на Третю Національну кінопремію «Золота дзиґа», урочиста церемонія вручення якої відбудеться 19 квітня 2019 року в Києві. Список був оголошений Українською кіноакадемією 4 січня 2019 року після завершення селекції фільмів на відповідність вимогам регламенту Третьої Національної кінопремії. Цього ж дня розпочалося голосування членів Кіноакадемії за фільми, що увійшли до короткого списку претендентів на «Золоту дзиґу» 2019 року. 19 березня Правління Української кіноакадемії оголосило номінантів на Третю Національну кінопремію «Золота Дзиґа». 19 квітня 2019 Українська кіноакадемія на урочистій церемонії нагородження оголосила імена лауреатів третьої національної кінопремії «Золота дзиґа».
Заявки на участь у конкурсі Другої Національної кінопремії «Золота дзиґа» приймалися з 3 грудня 2018 до 21 січня 2019 року тільки від фільмів, які як мінімум тиждень були в українському прокаті або брали участь в міжнародних фестивалях із історією щорічної діяльності не менше 5 років та наявністю професійного журі в період в період з 1 січня по 31 грудня 2018 року. Із 97 стрічок, що були подані на участь у конкурсі, до довгого списку увійшли 83 кінороботи: 26 повнометражних ігрових, 26 короткометражних ігрових, 11 документальних та 14 анімаційних.

## Список претендентів

### Повнометражні ігрові фільми
| Фільм                           | Режисер(и)                   | Країна                                           | Результат     |
| ------------------------------- | ---------------------------- | ------------------------------------------------ | ------------- |
| 2020. Безлюдна країна           | Корній Грицюк                | Україна                                          | Довгий список |
| 11 дітей з Моршина              | Аркадій Непиталюк            | Україна                                          | Довгий список |
| 5 терапія                       | Аліса Павловська             | Україна                                          | Довгий список |
| Бобот та енергія Всесвіту       | Максим Ксьонда               | Україна                                          | Довгий список |
| Брама                           | Володимир Тихий              | Україна                                          | Номінація     |
| Вісім                           | Вінсент Меттель              | Україна                                          | Довгий список |
| Герой мого часу                 | Тоня Ноябрьова               | Україна                                          | Довгий список |
| Гірська жінка: на війні         | Бенедикт Ерлінґссон          | Україна, Ісландія, Франція                       | Номінація     |
| Дике поле                       | Ярослав Лодигін              | Україна                                          | Номінація     |
| Донбас                          | Сергій Лозниця               | Україна, Німеччина, Франція, Нідерланди, Румунія | Перемога      |
| Зрадник                         | Марк Гаммонд, Валеріу Жерегі | Україна                                          | Довгий список |
| Коли падають дерева             | Марися Нікітюк               | Україна                                          | Номінація     |
| Легенда Карпат                  | Сергій Скобун                | Україна                                          | Довгий список |
| Лиса гора                       | Роман Перфільєв              | Україна                                          | Довгий список |
| Місто, в якому не ходять гроші  | Ганка Третяк                 | Україна                                          | Довгий список |
| Одеський підкидько              | Георгій Делієв               | Україна                                          | Довгий список |
| Позивний «Бандерас»             | Заза Буадзе                  | Україна                                          | Довгий список |
| Пригоди S Миколая               | Семен Горов                  | Україна                                          | Довгий список |
| Свінгери                        | Андрейс Екіс                 | Україна, Латвія                                  | Довгий список |
| Секс і нічого особистого        | Ольга Ряшина                 | Україна                                          | Довгий список |
| Січень — березень               | Юрій Речинський              | Україна, Австрія                                 | Довгий список |
| Сотка                           | Олександр Бєляк              | Україна                                          | Довгий список |
| Таємний щоденник Симона Петлюри | Олесь Янчук                  | Україна                                          | Довгий список |
| Чорний Козак                    | Владислав Чабанюк            | Україна                                          | Довгий список |
| Шляхетні волоцюги               | Олександр Березань           | Україна                                          | Довгий список |
| DZIDZIO перший раз              | Михайло Хома, Тарас Дронь    | Україна                                          | Довгий список |

### Короткометражні ігрові фільми
| Фільм                         | Режисер(и)               | Країна               | Результат     |
| ----------------------------- | ------------------------ | -------------------- | ------------- |
| Батьківський день             | Марія Пономарьова        | Україна, Нідерланди  | Довгий список |
| В радості, і тільки в радості | Марина Рощина            | Україна              | Номінація     |
| Вічність                      | Анна Соболевська         | Україна              | Довгий список |
| Гойдалки                      | Валерія Сочивець         | Україна              | Довгий список |
| Голос                         | Михайло Іллєнко          | Україна              | Довгий список |
| Затамувавши подих             | Олексій Соболєв          | Росія                | Довгий список |
| Звичайний ранок               | Кадім Тарасов            | Україна              | Довгий список |
| Інклюзія в школі              | Оксана Тараненко         | Україна              | Довгий список |
| Ізгой                         | Ігор Парфьонов           | Україна              | Довгий список |
| Камалока                      | Ярослав Коротков         | Україна              | Довгий список |
| Київська історія              | Михайло Маслобойщиков    | Україна              | Довгий список |
| Клоун                         | Саша Кирієнко            | Україна              | Довгий список |
| Кобзарський цех               | Віктор Придувалов        | Україна              | Довгий список |
| Крокодил                      | Катерина Горностай       | Україна              | Довгий список |
| Маніяк                        | Антон Сомін              | Україна              | Довгий список |
| Мілена                        | Олександр Фразе-Фразенко | Україна, Грузія, США | Довгий список |
| МОНО                          | Андрій Дончик            | Україна              | Довгий список |
| На краю                       | Олександр Ітигілов       | Україна              | Довгий список |
| Обійми мене                   | Володимир Бакум          | Україна              | Довгий список |
| Одного разу в Одесі           | Владек Занковскі         | Україна              | Довгий список |
| П'ять хвилин                  | Яна Антонець             | Україна              | Довгий список |
| Поза зоною                    | Нікон Романченко         | Україна              | Довгий список |
| Прощена неділя                | Олександр Кирієнко       | Україна              | Довгий список |
| Серцеїдка                     | Олександра Бровченко     | Україна              | Довгий список |
| Слово                         | Ігор Вишневський         | Україна              | Довгий список |
| Урок риболовлі                | Кирил Жеков              | Україна              | Довгий список |
| Цвяхи                         | Ахмеді-Ернес Сарихаліл   | Україна              | Довгий список |
| Чоловік                       | Оксана Артеменко         | Україна              | Довгий список |
| Штангіст                      | Дмитро Сухолиткий-Собчук | Україна, Польща      | Номінація     |
| Що «якщо»                     | Віра Яковенко            | Україна              | Довгий список |
| Crabgirl                      | Сергій Пудіч             | Україна              | Довгий список |
| Mia Donna                     | Павло Остріков           | Україна              | Перемога      |

### Документальні повнометражні фільми
| Фільм                | Режисер(и)                                      | Країна                   | Результат     |
| -------------------- | ----------------------------------------------- | ------------------------ | ------------- |
| Вірю. Чекаю. Молюся. | Катерина Стрельченко                            | Україна                  | Довгий список |
| Вона та війна        | Марія Кондакова                                 | Україна, Франція         | Довгий список |
| Гоголь Док           | Аліса Павловська                                | Україна                  | Довгий список |
| Домашні ігри         | Аліса Коваленко                                 | Україна, Франція, Польща | Номінація     |
| Какофонія Донбасу    | Ігор Мінаєв                                     | Україна, Франція         | Довгий список |
| Міф                  | Леонід Кантер, Іван Ясній                       | Україна                  | Перемога      |
| Михайло та Даниїл    | Андрій Загданський                              | Україна                  | Довгий список |
| Перша сотня          | Ярослав Пілунський, Юлія Шашкова, Юрій Грузінов | Україна                  | Довгий список |
| Тато — мамин брат    | Вадим Ільков                                    | Україна                  | Номінація     |
| Час недитячий        | Ольга Самолевська                               | Україна                  | Довгий список |
| Явних проявів немає  | Аліна Горлова                                   | Україна                  | Номінація     |

### Анімаційні фільми
| Фільм                            | Режисер(и)                     | Країна           | Результат     |
| -------------------------------- | ------------------------------ | ---------------- | ------------- |
| Голодний дух                     | Костянтин Федоров              | Україна          | Номінація     |
| Дзвінка читає Мишка              | Людмила Ткачикова              | Україна, Андорра | Довгий список |
| Ефект Мамонта                    | Владек Занковскі               | Україна          | Довгий список |
| Кінець                           | Микита Лиськов                 | Україна          | Довгий список |
| Котку                            | Анастасія Фалілеєва            | Україна          | Довгий список |
| Мімікрія                         | Фройд М. Вайзер (Борис Бубнов) | Україна          | Перемога      |
| Монах                            | Сашко Даниленко                | Україна          | Номінація     |
| Найтемніший синій колір          | Оксана Курмаз                  | Україна          | Номінація     |
| Ромео і Джульєтта?               | Юлія Шалімова                  | Україна          | Довгий список |
| Сильні духом                     | В'ячеслав Бігун                | Україна          | Довгий список |
| Світ навпаки                     | Ольга Гаврилова                | Україна          | Довгий список |
| Чому ковбасу нарізають під кутом | Вікторія Войткевич             | Україна          | Довгий список |
| Як розвеселити Самотність?       | Степан Коваль                  | Україна          | Номінація     |
| Döner                            | Денис Сполітак                 | Україна          | Довгий список |